# Kazakhstan Open 2011
Het Kazakhstan Open wordt in 2011 van 8-11 september gespeeld op de Nurtau Golf Club in Almaty. Het totale prijzengeld is € 400.000. Daarmee is dit het op twee na grootste toernooi van de Europese Challenge Tour.

## De baan
De eerste negen holes werden in 1995 geopend en sinds 2003 heeft de club een 18 holesbaan. Men kijkt uit op de ruim 7000 meter hoge Tiensjan bergen. De golfbaan ligt op een hoogt van 750 meter op het terrein van een sanatorium. De weersvoorspellingen zijn goed, dertig graden en geen regen. Het toernooi keert dit jaar terug naar deze baan, nadat deze werd gemoderniseerd.

## Verslag
Aangezien hier veel prijzengeld te halen is , zijn de drie topspelers van dit seizoen aanwezig: Ricardo Santos, Danny Denison en Jamie Moul. Verder zijn er drie Nederlanders en een Belg.
Ronde 1 en 2
Antti Ahokas nam de leiding met een mooie ronde van 66, waarbij slechts een bogey op een par 5. Vrijdag verliep minder fraai, waardoor hij naar de 13de plaats zakte. Simon Thornton nam de leiding over met een ronde van 66, Knut Borsheim maakte 65 en steeg naar de 2de plaats. Zestien spelers, waaronder Pierre Relecom en Wil Besseling, misten de cut met een slag.
Ronde 3
De 20-jarige Tommy Fleetwood, die nummer 1 op de World Amateur Golf Ranking stond voordat hij vorig jaar professional werd, maakte een mooie score van 66 en kwam aan de leiding. Hij werd vorig jaar 2de in Rusland en vorige week 2de bij de Rolex Trophy met zijn vader als caddie. Hij staat nu nummer 18 op de ranking van de Challenge Tour. 
Ronde 4
Tommy Fleetwood heeft zijn toernooi ook mooi afgemaakt met een birdie op de laatste hole en een ronde van -2. Zijn eerste overwinning op de Challenge Tour is binnen, weer met zijn vader als caddie. Hij verdiende € 64.000 en staat nu zo stevig als nummer 1 op de rangorde dat hij eind van dit seizoen naar de Europese PGA Tour kan promoveren. Hij is dit jaar de jongste winnaar op de Challenge Tour.
Nummer twee werd Knut Borsheim. Hij is een rookie, net als Fleetwood. Hij verdiende € 44.000 en klom naar nummer 19 op de ranking, hoog genoeg om verzekerd te zijn van een goede categorie op de Challenge Tour van 2012.
| Naam                  | R1 | Score | Nr   | R2 | Score | Totaal | Nr   | R3 | Score | Totaal | Nr  | R4 | Score | Totaal | Nr  |
| --------------------- | -- | ----- | ---- | -- | ----- | ------ | ---- | -- | ----- | ------ | --- | -- | ----- | ------ | --- |
| Tommy Fleetwood       | 68 | -4    | T4   | 69 | -3    | -7     | T4   | 66 | -6    | -13    | 1   | 70 | -2    | -15    | 1   |
| Knut Borsheim         | 70 | -2    | T20  | 65 | -7    | -9     | T2   | 71 | -1    | -10    | 3   | 69 | -3    | -13    | 2   |
| Simon Thornton        | 67 | -5    | T2   | 66 | -6    | -11    | 1    | 72 | par   | -11    | 2   | 71 | -1    | -12    | T3  |
| Antti Ahokas          | 66 | -6    | 1    | 74 | +2    | -4     | T13  | 73 | +1    | -3     | T25 | 72 | par   | -3     | T28 |
| Chris Lloyd           | 67 | -5    | T2   | 68 | -4    | -9     | T2   | 76 | +4    | -5     | T15 | 75 | +3    | -2     | T33 |
| Pierre Relecom        | 74 | +2    | T80  | 71 | -1    | +1     | T67  | MC |       |        |     |    |       |        |     |
| Wil Besseling         | 74 | +3    | T82  | 71 | -1    | +1     | T67  | MC |       |        |     |    |       |        |     |
| Richard Kind          | 73 | +1    | T67  | 73 | +1    | +2     | T80  | MC |       |        |     |    |       |        |     |
| Jurrian van der Vaart | 76 | +4    | T106 | 78 | +6    | +10    | T121 | MC |       |        |     |    |       |        |     |

| Leider |  | Toernooirecord |  | MC = missed cut = cut gemist |  | WD = withdrawn = teruggetrokken |

## De spelers
| - Antti Ahokas - Bjorn Åkesson - Phillip Archer - Matthew Baldwin - Benn Barham - Sion E. Bebb - Adrien Bernadet - Wil Besseling - André Bossert - Michiel Bothma - Christophe Brazillier - Daniel Brooks - Andrew Butterfield - François Calmels - Jorge Campillo - Ariel Cañete - Clodomiro Carranza - Baptiste Chapellan - Julien Clément - Federico Colombo - Matthew Cryer - Gavin Dear - Pablo Del Grosso - François Delamontagne - Matteo Delpodio - Daniel Denison - Chris Doak - Jack Doherty - Agustin Domingo - Edouard Dubois - Paul Dwyer - Pelle Edberg - Klas Eriksson - Martin Erlandsson - Joaquin Estevez - Borja Etchart - Ben Evans - Tyrone Ferreira - Thomas Feyrsinger - Tommy Fleetwood - Charlie Ford - Matt Ford - Chris Gane - Jordi García - Branden Grace | - Julien Grillon - Julien Guerrier - Peter Gustafsson - Birgir Hafthorsson - Anders Schmidt Hansen - Andreas Hartø - James Heath - James Hepworth - Rasmus Hjelm - Garry Houston - Sam Hutsby - Grant Jackson - Lasse Jensen - Andrew Johnston - Niall Kearney - Lloyd Kennedy - Maximilian Kieffer - Richard Kind - Espen Kofstad - Joakim Lagergren - Craig Lee - Sam Little - Chris Lloyd - Gary Lockerbie - Michael Lorenzo-Vera - Callum MacAulay - Andrea Maestroni - Andrew Marshall - Andrew McArthur - Nick McCarthy - Jamie McLeary - Nicolas Meitinger - Benjamin Miarka - Cesar Monasterio - John E. Morgan - Colm Moriarty - Jamie Moul - Fredrik Ohlsson - Pedro Oriol - Chris Paisley - Jason Palmer - Andrea Pavan - Andrea Perrino - Florian Praegant - Julien Quesne | - Bernd Ritthammer - Victor Riu - James Robinson - Marco Ruiz - Charles-Edouard Russo - Ricardo Santos - Wilhelm Schauman - Anthony Snobeck - Matthew Southgate - Roland Steiner - Carl Suneson - Alessandro Tadini - Andrew Tampion - Simon Thornton - Steven Tiley - Francis Valera - Jurrian van der Vaart - Daniel Vancsik - Mads Vibe-Hastrup - Sam Walker - Leif Westerberg - Tom Whitehouse - Andrew Willey Invitaties & nationale spelers - Andrey Lagay - Alexander Vongay - Yevgeny Kafelnikov - Konstantin Lifanov - Andrey Pavlov - Peter Baker - Laurie Canter - Mark Nichols - Shim-jay Dong - Tae-hee Jeong - Dae-hyun Kim - Kwang-tae Kim - Knut Borsheim - Adrian Otaegui - Karantzias Panagiotis - Scott Pinckney - Pierre Relecom Amateurs - Ku Kang Byung - Khachatryan Armen |